# Niketas Honiates
Niketas Honiates (grško: Νικήτας Χωνιάτης), včasih tudi Niketas Acominatus, bizantinski grški zgodovinar, * okrog 1155, Hona, Frigija, Bizantinsko cesarstvo, † 1215 ali 1216, Nikeja, Nikejsko cesarstvo.

## Življenjepis
Niketas je bil rojen v premožni družini v Honi v bizantinski provinci Frigiji. Ime je dobil po honskem škofu, ki ga je krstil, ptiimek Honiates po rojstnem kraju. Ko je imel devet let ga je oče skupaj z bratom Mihaelom, ki je bil tudi zgodovinar, poslal v Konstantinopel na šolanje. V mladosti je imel nanj velik vpliv starejši brat Mihael.
Na začetku se je odločil za politično kariero in je imel pod cesarji iz dinastije Angel nekaj pomembnih služb: bil je veliki logotet (kancler) in v kritičnem obdobju guverner teme Filipopolis (sodobni Plovdiv). Ko so leta 1204 križarji v četrti križarski vojni zasedli Konstantinopel, je pobegnil v Nikejo. Dobil je službo na dvoru nikejskega cesarja Teodorja Laskarisa, kjer se je navušil ra literaturo. Umrl je leta 1215 ali 1216 v Nikeji.

## Delo
Njegovo največje delo je Zgodovina v enaindvajsetih knjigah, ki zajema obdobje od leta 1118 do 1207.
Honiatesova dela so kljub bogato okrašenemu in retoričnemu slogu upoštevanja vredni in kot celota nepristranski opisi dogodkov, ki jih je sam doživel ali za katere je slišal iz prve roke, čeprav bi ga bilo treba uravnovesiti z Ivanom Ninnamosom, drugim zgodovinarjem iz tistega časa. Najbolj zanimiv je njegov opis osvojitve Bizanca, ki ga je treba brati skupaj z opisi Gotfrida Villehardouinskega in Paola Ranusija na isto temo. Za arheologe je posebno pomembna kratka razprava O kipih, ki so jih uničili Latinci, ki so jo morda predrugačili kasnejši pisci. Njegovo dogmatično delo Besednjak pravoslavne vere (Θησαυρός ὀρθοδοξίας) je bilo kljub temu, da se je ohranil celoten rokopis, objavljeno samo delno.

## Izdaje in prevodi
- Imperii Graeci Historia, izdal Hieronymus Wolf (1557) v grščini in latinskem prevodu.  (PDF ponatisa iz leta 1593)
- Nicetæ Choniatæ Historia, izdal J.P. Migne (Patrologia Graeca, 140. zvezek), posodobljena reprodukcija Wolfovega teksta. (PDF)
- Nicetae Choniatae Historia, izdal Immanuel Bekker, Bonn (Corpus Scriptorum Historiae Byzantinae), 1835, z Wolfovim prrvofom na koncu strani. (PDF)
- Nicetae Choniatae Historia, izdal Jan Louis van Dieten, Berlin (Corpus Fontium Historiae Byzantinae, 11. zvezek), 1975 (ISBN 3-11-004528-1).
- O City of Byzantium: Annals of Niketas Choniates, angleški prevod Harry J. Magoulias, 1984 (ISBN 0-8143-1764-2).

## Študije
- Βασιλικοπούλου, Ἁγνή. »Ἀνδρόνικος ὁ Κομνηνὸς καὶ Ὀδυσσεύς«, Ἐπετηρὶς Ἑταιρείας Βυζαντινῶν Σπουδῶν 37 (1969), str. 251-259. Seminarsko delo o Honiatesovi uporabi Homerja.
- Brand, Charles M. Byzantium Confronts the West, 1968 (ISBN 0-7512-0053-0).
- Harris, Jonathan. 'Distortion, divine providence and genre in Nicetas Choniates', opis o propadanju Bizanca 1180–1204', Journal of Medieval History, 26. zvezek (2000), str. 19-31.
- Niketas Choniates: A Historian and a Writer, Simpson & Efthymiadis, 2009 (ISBN 9548446057)